# Mascarenhas de Morais
João Batista Mascarenhas de Morais (São Gabriel, 13 de novembro de 1883 — Rio de Janeiro, 17 de setembro de 1968) foi um militar brasileiro. Foi o comandante da Força Expedicionária Brasileira, na Segunda Guerra Mundial durante a Campanha da Itália, entre 1944 e 1945. Em dezembro de 1943, o então General Mascarenhas de Morais foi designado para comandar a 1.ª DIE (Divisão de Infantaria Expedicionária).

## Biografia
Teve uma infância pobre devido as dificuldades sociais da época, seu pai que era de Encruzilhada do Sul, possuía a extinta profissão de Caixeiro Viajante, viajando pelo interior do estado, oferecendo coisas de casa em casa para vender. Seus pais se mudaram para São Gabriel aonde ele abriu um pequeno armazém. Tinha 2 irmãos: Maria Joaquina e Enéas Mascarenhas de Morais.
Aos 14 anos, já morando sozinho em Porto Alegre, trabalhando e estudando, conseguiu ingressar na Escola Preparatória e Tática de Rio Pardo, em 1899, no Rio Grande do Sul, tendo como colegas, entre outros, os cadetes Getúlio Vargas e Eurico Gaspar Dutra. Em 21 de março de 1902, após a conclusão do curso, ingressou na Escola Militar do Brasil, conhecida por Escola da Praia Vermelha, no Rio de Janeiro. Em 1904, enquanto ainda cursava o 3° ano, eclodiu na capital a Revolta da Vacina. O jovem Mascarenhas não participou do movimento contra a lei da vacina obrigatória, mas a Escola da Praia Vermelha foi fechada e os revoltosos expulsos.
No dia 20 de Agosto de 1905, foi promovido alferes-aluno no 1° Regimento de Artilharia e Campanha em São Gabriel, entre 16 de Outubro de 1905 à 9 de Novembro de 1909.
Dez anos depois, em 1915, no dia 04 de agosto, casa, no Rio de Janeiro, com a senhorita Adda Brandão. Também nascida em São Gabriel e filha do General Bello Augusto Brandão. Tiveram dois filhos: Roberto (1916) e Martha (1919). Era tenente do exército, na ocasião de seu casamento.
Apesar de morar a maior parte da sua vida no Rio de Janeiro, sempre que podia, mantinha os laços com o estado do Rio Grande do Sul, visitando a sua terra natal.
Em abril de 1959, o município de São Gabriel festejou 100 anos de sua emancipação. Foi um evento que durou uma semana com muitos festejos. O Marechal era um dos maiores homenageados. Sua esposa Dona Adda o representou, pois uma forte gripe o impediu de estar presente.
Também na cidade de seu nascimento, encontra-se, na Praça Fernando Abbott, um  monumento em sua homenagem. Nele estão escritas as batalhas que o marechal comandou na Segunda Guerra Mundial.
Mascarenhas de Morais faleceu no dia 17 de setembro de 1968, aos 84 anos de idade. Sua morte causou bastante comoção entre os civis e militares da época. O jornal Correio da Manhã noticiou no dia seguinte, que  foi depositado sobre o seu caixão, uma boina e uma braçadeira dos ex-pracinhas da Força Expedicionária Brasileira. A família dispensou as honras militares nos atos fúnebres, porém houve homenagens, como salva de tiros, toque de silêncio e leituras póstumas durante o seu sepultamento, relatou o jornal. 

## Carreira militar

Dona Adda Mascarenhas de Morais (à direita), em homenagem ao marido, no centenário de São Gabriel. Juntamente com a primeira dama, Laura Dornelles Gonçalves, glamour e moda no período pós-guerra.

Monumento ao Marechal Mascarenhas de Morais na cidade de São Gabriel - RS, sua terra natal

Aos 14 anos, já morando sozinho em Porto Alegre, trabalhando e estudando, conseguiu ingressar na Escola Preparatória e Tática de Rio Pardo, no Rio Grande do Sul. Ao sair de lá, após a conclusão do curso, ingressou na Escola Militar do Brasil, conhecida por Escola da Praia Vermelha, no Rio de Janeiro. Em 1904, enquanto ainda cursava o 3° ano, eclodiu na capital a Revolta da Vacina. O jovem Mascarenhas não participou do movimento contra a lei da vacina obrigatória, mas a Escola da Praia Vermelha foi fechada e os revoltosos expulsos.
Em 1922 houve a eleição de Artur Bernardes para a presidência, ficando em segundo lugar Nilo Peçanha, o candidato apoiado pelo Rio de Janeiro. Bernardes havia enfrentado uma campanha nos jornais a respeito de declarações falsas feitas em seu nome, em que supostas cartas denegriam o exército e o ex-presidente Hermes da Fonseca. Esse episódio levou ao descontentamento de alguns grupos do corpo militar, insatisfeitos com o resultado da eleição e com o governo anterior de Epitácio Pessoa, o que acabou por originar o movimento conhecido como a Revolta dos 18 do Forte. Nessa época, Mascarenhas era capitão e comandava o 1° Regimento de Artilharia Montado. A revolta havia tomado além do Forte de Copacabana a Escola Militar do Realengo e alguns focos na Vila Militar. Mascarenhas apoiou as forças legalistas, dando suporte à Infantaria. Mesmo não contando com seus oficiais presos, Mascarenhas os substituiu por sargentos mais experientes e cumpriu sua missão.
No início de 1930, era o Comandante da Fortaleza de Santa Cruz da Barra, em Niterói. Estavam lá aprisionados Juarez Távora, Alcides de Araújo e Estillac Leal. Ari Parreiras, oficial de Marinha, saiu com sua baleeira do Clube de Regatas Icaraí, remando até a fortaleza, rendeu o sentinela e resgatou seus companheiros. Esse foi o único caso de fuga da Fortaleza de Santa Cruz da Barra, ocorrida em 28 de fevereiro daquele ano. Esse fato valeu a Mascarenhas de Morais sua transferência punitiva para Cruz Alta.
Durante a Revolução de 1930, Mascarenhas manteve sua lealdade ao presidente Washington Luís e foi detido na madrugada de 4 de outubro pelos rebeldes liderados por Getúlio Vargas, ficando 38 dias preso. Na época ele ocupava o posto de tenente-coronel, comandando o 6° Regimento de Artilharia Montado, respondendo pela 3ª Brigada em Cruz Alta. Após a liberação, Mascarenhas continuou sua carreira no Exército.
Em 1932, comandava o 9º Regimento de Artilharia Montado de Curitiba quando aderiu às conspirações para a Revolução Constitucionalista de 1932, desenvolvendo entendimentos com o coronel Euclides Figueiredo por meio do coronel José Meira de Vasconcelos, então comandante interino da 5ª Região Militar, respectiva ao estado do Paraná. Na ocasião, o coronel Mascarenhas era responsável pela chave criptográfica para as comunicações com os constitucionalistas. Porém, um dos telegramas foi interceptado pelo capitão Dimas, chefe do Estado-Maior da 5ª Região Militar e partidário do Governo de Getúlio Vargas, que imediatamente iniciou contramedidas para neutralizar as conspirações do levante no Paraná. Na sequência, o coronel Mascarenhas foi colocado sob prisão pela segunda vez e libertado após o fim do levante, retornando ao serviço ativo.
Entre 9 de março de 1934 e 25 de julho de 1935, comandou a Escola de Aperfeiçoamento de Oficiais, no Rio de Janeiro.
Comandou também a Escola Militar do Realengo, entre 18 de julho de 1935 e 5 de agosto de 1937. Nesse período, Mascarenhas de Morais tomou parte na luta contra a Intentona Comunista no Rio de Janeiro, ocorrida em novembro de 1935. Dessa vez sua lealdade era com o governo constitucional de Getúlio Vargas.
Em 1937, foi promovido general-de-brigada e foi designado para comandar a 9ª Região Militar em Campo Grande, hoje no Mato Grosso do Sul. No ano seguinte, foi nomeado comandante da Artilharia Divisionária da 1ª Divisão de Infantaria, no Rio de Janeiro, cargo que exerceu de 10 de agosto de 1938 a 8 de abril de 1940.
Da capital fluminense acompanhava o desenrolar das operações de guerra na Europa e no Atlântico Sul, com o afundamento do cruzador pesado Admiral Graf Spee. Nesse momento, a questão do saliente nordestino começa a circular nos meios militares. Nesse momento, o General Mascarenhas de Morais resolve pleitear, junto ao Ministro da Guerra, um comando fora do Rio de Janeiro, de preferência no Nordeste, no que foi atendido. No ano de 1941 é designado comandante da 7ª Região Militar (7ª RM), em Recife. A partir desse momento começa a se engajar definitivamente nos misteres relativos à eventual preparação militar do Brasil para a Segunda Guerra Mundial. Comandando a 7ª RM, passava a controlar a área estratégica mais importante do território brasileiro nessa altura do conflito.
No período de 15 de março a 17 de agosto de 1943, comandou a 2ª Região Militar, em São Paulo.
Ainda em 1943, foi nomeado comandante da 1ª DIE (Divisão de Infantaria Expedicionária), a única da FEB (Força Expedicionária Brasileira).
O general chegou a Itália com as primeiras tropas brasileiras em julho de 1944, e comandou as forças brasileiras a partir do mês de novembro até a rendição das forças do Eixo na Itália, em 2 de maio de 1945.
Após o fim da guerra, ele retornou ao Brasil e comandou a Zona Militar Sul entre 4 de abril e 29 de agosto de 1946.
Ainda nesse ano, foi promovido a Marechal, por ato do Congresso Nacional.
Foi chefe do Estado-Maior das Forças Armadas entre 21 de janeiro de 1953 e 8 de setembro de 1954. Nesse período, acompanhou a crise política que levaria ao suicídio de Getúlio Vargas. Depois da morte do presidente, em agosto de 1954, retornou para a reserva e publicou as suas memórias, como comandante da Força Expedicionária Brasileira.
Em 1955, apoiou o Movimento de 11 de Novembro liderado pelo general Teixeira Lott, que garantiu a posse de Juscelino Kubitschek na presidência da República.

## O Convite para Comandar a FEB
Mascarenhas era o comandante da 2ª Região Militar em São Paulo, quando em uma reunião na casa do Major Reinaldo Ramos Saldanha da Gama, foi sondado sobre a possibilidade de comandar a Força Expedicionária Brasileira. Nesse primeiro momento o General respondeu com certa cautela, considerou o fato de já ser um homem de 60 anos de idade, dizendo que era preciso ainda se inteirar sobre o assunto. Passados dois meses, no dia 10 de agosto de 1943, Mascarenhas recebe em sua casa, um radiograma cifrado urgente do Ministro da Guerra General Eurico Gaspar Dutra, fazendo-lhe o convite oficial para assumir o comando geral da divisão expedicionária e iniciar um treinamento nos Estados Unidos. Mascarenhas respondeu no mesmo dia que sim, aceitava a missão, embarcando para o Rio de Janeiro em 17 de agosto.

## Homenagens

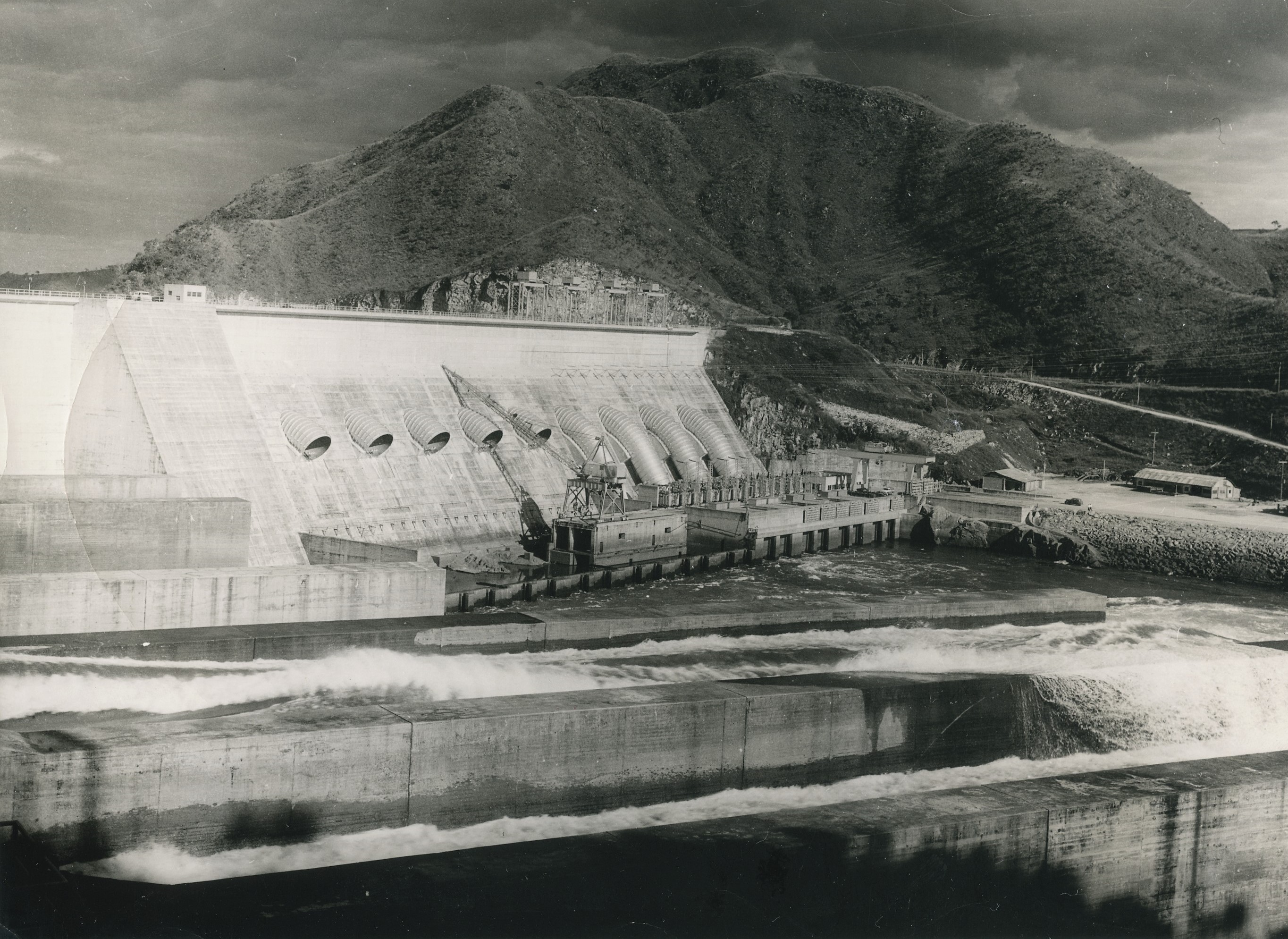
Usina hidroelétrica Marechal Mascarenhas de Morais.

O principal Pátio de Formaturas da Academia Militar das Agulhas Negras chama-se Pátio Marechal Mascarenhas de Morais, sendo carinhosamente chamado pelos cadetes de P3M.
Por todo o Brasil, centenas de ruas, avenidas e escolas levam o nome de "Mascarenhas de Morais" em sua homenagem.
Em 1968, três meses após a sua morte, a usina hidroelétrica de Peixoto passa a ser denominada Usina Marechal Mascarenhas de Morais pelo Decreto N° 63.799 de 12 de Dezembro de 1968.
Diante da Lei Nº 16.509, de 27 de Julho de 2017, o 2°BPChq da Polícia Militar de São Paulo passou a denominar-se 2º Batalhão de Polícia de Choque “Marechal Mascarenhas de Morais” (2º BPChq - Mal. Mascarenhas de Morais).
Em 27 de setembro de 2020 foi inaugurado em Porretta Terme um monumento em homenagem ao Marechal Mascarenhas de Morais, em agradecimento pelos esforços da FEB na liberação da Itália do domínio nazi-fascista.

## Condecoração

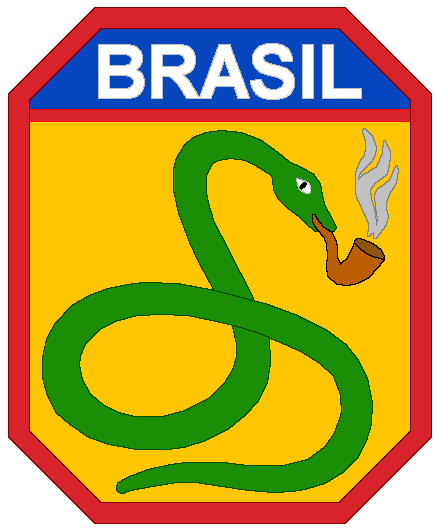
Símbolo da FEB.

A Associação Nacional dos Veteranos da Força Expedicionária Brasileira (ANVFEB), instituiu em Sessão do dia 14 de agosto de 1969 a Medalha Marechal Mascarenhas de Morais, cuja finalidade é homenagear de forma permanente, objetiva e condigna, pessoas físicas ou jurídicas que tenham prestado significativos serviços à FEB, ou que venham a prestar relevantes serviços à Associação ou a classe por ela assistida.
O Grêmio do Colégio Militar de Curitiba recebeu o nome de Sociedade Recreativa Marechal Mascarenhas de Morais (SRLMMM) em sua homenagem.